# 杜克拉布拉格足球會
杜克拉布拉格足球會（FK Dukla Prague）是捷克的一家足球俱樂部，主場位於布拉格的德維采地區，現在參加捷克足球甲級聯賽的賽事。杜克拉布拉格是在 2011–12 賽季開始參加捷克足球甲級聯賽的比賽的。